# 脱水乙酸钠
脱水乙酸钠（英語：Sodium dehydroacetate，常被誤譯爲“脫氫乙酸鈉”）是一种有机化合物，分子式Na(CH3C5HO(O2)(CH3)CO)，为脫水乙酸的钠盐，性状为白色粉末。用于杀菌剂，塑化剂，牙膏添加剂和食品防腐剂。